# Hypnum setschwanicum
Hypnum setschwanicum är en bladmossart som beskrevs av Hisatsugu Ando 1973. Hypnum setschwanicum ingår i släktet flätmossor, och familjen Hypnaceae. Inga underarter finns listade i Catalogue of Life.